# Саскачеван
Саска́чева́н (англ. Saskatchewan у перекладі з мови крі: «швидка річка») — степова провінція в Західній Канаді. Площа — 651 700 км². Саскачеван розміщений між провінціями Альберта на заході та Манітоба на сході; Північно-західні території — на півночі, а на південному кордоні — американські штати Монтана й Північна Дакота.
Столиця провінції — Реджайна; найбільше місто та комерційний центр — Саскатун. У 1905 році Саскачеван відділився від Північно-Західних територій і став окремою провінцією Канади.

## Символи

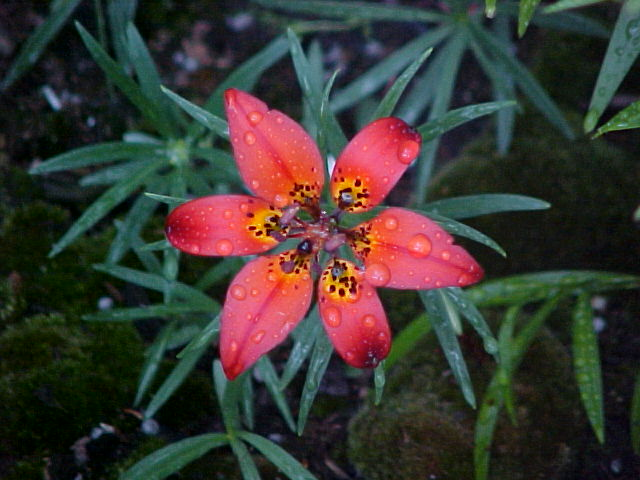
Лілія філадельфійська

- Квітка — офіційна квітка Саскачевану лілія філадельфійська. З 1942 року емблема на провінційному прапорі Саскачевану.
- Дерево — береза паперова (лат. Betula papyrifera).
- Птах — тетерук манітобський (лат. Tympanuchus phasianellus).
- Прапор Саскачевану — прийнятий у 1969 році в сучасному варіанті.

## Географія
Хоч основна частина Саскачевану — рівнини, його північна частина лежить в області Канадського щита, кристалічного та поламаного розколинами, зеродованого плейстоценським льодовиком, з багатьма озерами, річками та болотами, з суворим кліматом, частково вкрита лісами та лісотундрою. Природні багатства: ліс, хутряні звірі, родовища міді, цинку, золота, срібла, урану й інші. Населення нечисленне.
Південна частина Саскачевану — степ і лісостеп. Височина (400—800 м) з палеозойських і мезозойських пісковиків і вапняків, вкритих грубими шарами льодовикових відкладів; чорноземні й попільнякові ґрунти, родовища бурого вугілля, земного газу, нафти та ін.
Клімат різко континентальний (середні температури: січня від -12 до -18°С, липня +19°С; 340—400 мм атмосферичних опадів за рік, часті посухи). Основна галузь господарства — сільськогосподарська: вартість річної продукції у 1966—1970 роках. 914 млн дол. Загальний річний збір головних культур (у млн т): 11,3 пшениці, 2,2 ячменю, 1,4 вівса; число свійських тварин (у тис. голів): 2208 рогатої худоби (у тому числі 115 молочних корів), 985 свиней, 126 овець, 65 коней. Типова господарська одиниця — це ферма з пересічною площею близько 300 га (1961 рік), вона постійно зростає через ліквідацію менших. Вартість гірничої продукції — 393 млн дол. (1970 рік), у тому числі 201 млн дол. нафти, 116 — поташу. Велика промисловість слаборозвинена (головні галузі: переробка сільськогосподарської та гірничої сировини).
| Місто         | Липень (°C) | Січень (°C) |
| ------------- | ----------- | ----------- |
| Мейпл-Крік    | 27/11       | -5/-16      |
| Естеван       | 27/13       | -9/-20      |
| Вейберн       | 26/12       | -10/-21     |
| Мус-Джо       | 26/12       | -8/-19      |
| Реджайна      | 26/11       | -10/-22     |
| Саскатун      | 25/11       | -12/-22     |
| Мелвілл       | 25/11       | -12/-23     |
| Свіфт-Куррент | 25/11       | -7/-17      |
| Гумбольдт     | 24/11       | -12/-23     |
| Мелфорт       | 24/11       | -14/-23     |
| Норт-Бетлфорд | 24/11       | -12/-22     |
| Йорктон       | 24/11       | -13/-23     |
| Ллойдмінстер  | 23/11       | -10/-19     |

## Економіка

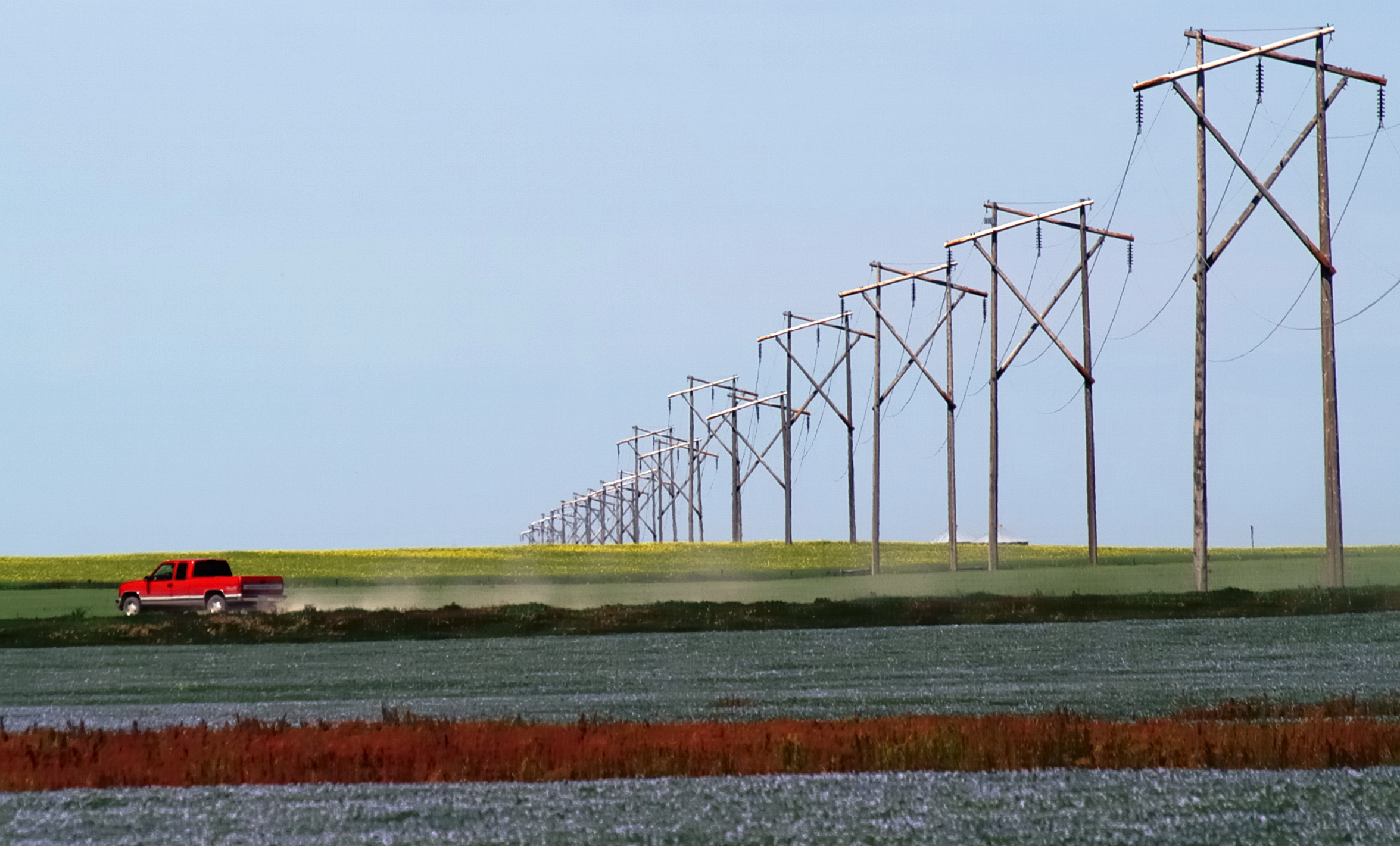
Лани ріпаку та льону на саскачеванських рівнинах

Економіка Саскачевану відзначається сільським господарством і природними ресурсами. Валовий внутрішній продукт Саскачевану у 2006 році становив 45,922 млрд кан. доларів.
Головні врожаї: пшениця, ріпак, льон, жито, овес, сочевиця та ячмінь.
Виробництво м'ясної худоби в Саскачевані — друге за поголів'ям у Канаді; Альберта — лідер у тваринництві.
Саскачеван — найбільший виробник поташу й урану в світі.
У місті Саскатун розташовані штаб-квартири двох шахтарських корпорацій світового класу:
- «Кемеко» — один із найбільших світових постачальників уранового концентрату,
- «Саскачеванська корпорація поташу» — найбільший світовий постачальник поташу; третій в світі виробник фосфатів і азотів.

Лісове господарство провінції становило 12,5 млн га у 2011 році та внесло 1,0 млрд кан. доларів до економіки Саскачевану.
Нафтогазова промисловість принесла 10,8 млрд канадських доларів економіці Саскачевану в 2010 році. Багаті нафтові родовища розміщені в західній частині Саскачевану недалеко від містечок Ллойдміністера, Кіндерслі та Керроберт, там проходить кордон з Альбертою..
Легке нафтове родовище Баккен розташоване поблизу містечка Свіфт-Керрент і навколо містечок Естеван і Вейберн.
| %    | Сектор                                                            |
| ---- | ----------------------------------------------------------------- |
| 17.1 | Фінансові служби, страхування, нерухомість, лізинг                |
| 13.0 | шахтарова промисловість, нафтогазова промисловість                |
| 11.9 | служби: освіта, охорона здоров'я й соціальна робота               |
| 11.7 | гуртова торгівля і роздрібна торгівля                             |
| 9.1  | транспорт, комунікації, житлово-комунальні послуги                |
| 7.7  | переробна промисловість                                           |
| 6.8  | сільське господарство, лісове господарство, рибальство, полювання |
| 6.5  | бізнес-послуги                                                    |
| 5.8  | урядові послуги                                                   |
| 5.1  | будівництво                                                       |
| 5.3  | інші                                                              |

## Історія

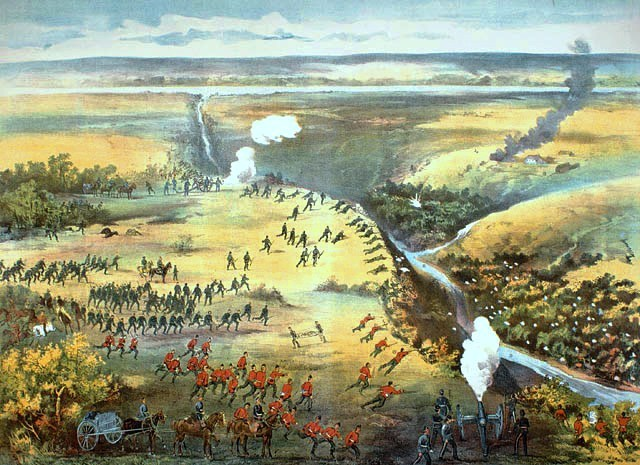
Битва при річці Фіш-Крік.

Перші мешканці Саскачевану — корінні народи атапаски, анголкени, ґровантри, крі, сото і сіу, які жили в Саскачевані ще до його відкриття європейцями. У 1690 році на землі Саскачевану прибув англієць Генрі Кельсі, перший європеєць-дослідник, який подорожував річкою Саскачеван, торгуючи хутрами.
Заселення Саскачевану європейцями бере свій початок у 1774 році — факторія Камберленд-Гаус), побудована Самюелем Герном, торгівцем хутрами Компанії Гудзонової затоки. А вже коли в 1803 році була завершена купівля Луїзіани, згідно з цією угодою до США відходили території, які з часом стали частиною канадських провінцій Альберти й Саскачевану — тодішнього Рупертсленду. (Ще з 1670 року король Англії Карл II відвів земельні ділянки з правом торгівлі хутром з індіанцями на території річок сточища Гудзонової затоки спеціально створеній Компанії Гудзонової затоки).

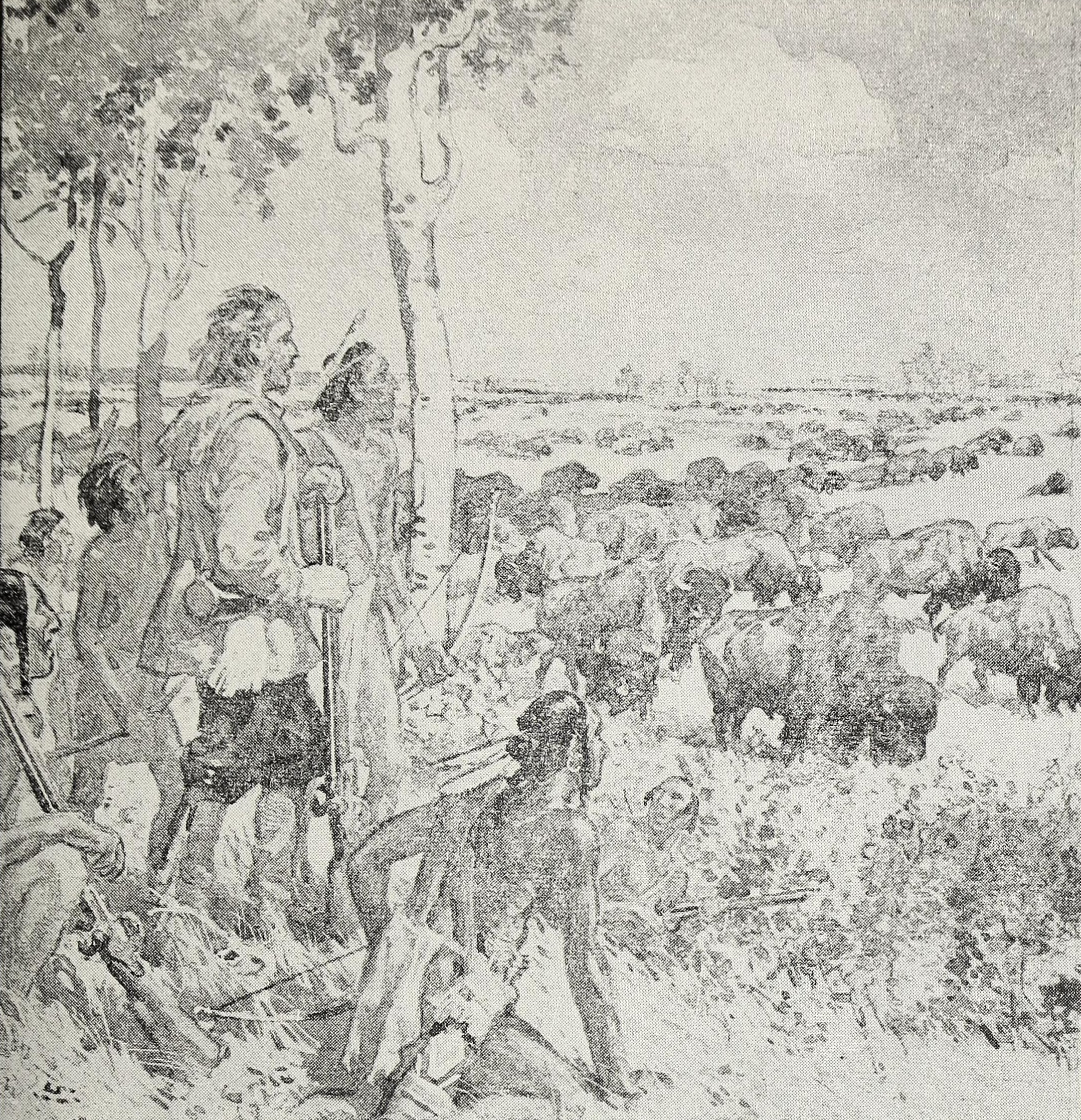
Генрі Кельсі в Саскачевані, 1690 рік

Між роками 1857 і 1861 Джон Паллісер (англ. John Palliser) і Генрі Юль Гайнд (англ. Henry Youle Hind) були керівниками наукової експедиції до Рупертсленду, так званої експедиції для відкриття Британської Північної Америки (англ. British North American Exploring Expedition) або експедиції ім. Паллісера (англ. Palliser Expedition). Вони визначили кордон між Канадою і Сполученими Штатами Америки, від озера Верхнього до Тихого океану. 19 листопада 1869 року територія перейшла у власність Канади. Згодом Компанія Гудзонової затоки продала територію Рупертсленд канадському урядові.
Уряд Канади підписав декілька договорів з «першими націями» (корінними людьми) в Саскачевані щодо купівлі землі, поширення сільського господарства, заселення і промисловості. Підписані договори:
- «Договір 4» (англ. Treaty 4) — (1874—1877 роки) — угода між племенами крі та сальто і королевою Вікторією про отримання землі в південній частині Саскачевану та маленькій частині західної Манітоби.
- «Договір 5» (англ. Treaty 5) — (1877—1910 роки) — угода між племенами крі та сальто і королевою Вікторією про отримання землі в центральній частині Манітоби й маленькій частині Онтаріо і Манітоби.
- «Договір 6» (англ. Treaty 6) — (1876—1898 роки) — угода між племенами крі та королевою Вікторією про отримання землі в центральній частині Саскачевану та Альберти. В Саскачевані племена підписали в фортеці Карльтон недалеко від містечка Принс-Альберт.
- «Договір 8» (англ. Treaty 8) — (1899 рік) — угода між корінними племенами в регіоні Меншого Невільничого озера про отримання землі в північно-заходному регіоні Саскачевана, північній частині регіону Альберти й північно-східному регіоні Британської Колумбії.

Влітку 1876 року Сидячий Бик і тисячі корінних індіанців племені сіу втікали від армії США, приїхавши до нинішнього південного Саскачевану і розташувалися у Вуд Монтайні (англ. Wood Mountain).
Після закінчення повстання в колонії Ред-Рівер (англ. Red River Rebellion) у 1870 році, метиси в Манітобі, в якій не підписали угоди про землю, переїхали до Саутбранч-Сетелмент (англ. Southbranch Settlement) і Принс-Альберт в Саскачевані.
У 1885 році в Саскачевані відбулося повстання в Північно-західних територіях. Група метисів і корінних людей під керівництвом Луї Ріеля та Габріеля Дюмона повстали проти Канади. В Саскачевані відбулися ряд битв:
- Битва коло озера Качка (англ. The Battle of Duck);
- Битва при річці Фіш-Крік (англ. Battle of Fish Creek);
- Битва під Батошем (англ. Battle of Batoche);
- Битва коло Лун-Лейка (англ. Battle of Loon Lake) — остання битва на канадській землі.

У 1885 році Канадська тихоокеанська залізниця закінчила будівництво залізниці від Онтаріо до Британської Колумбії через Саскачеван. Після закінчення залізниці європейська імміграція збільшувалася до 1910 року
У 1871 році проведена програма дослідження землі Домініона (англ. Dominion Land Survey), за якою виділені землі Північно-Західних територій площею 800 000 км².
Згідно із Законом про землі Домініона (англ. Dominion Lands Act) 1872 року уряд Канади давав заявнику 160 акрів (65 га) безкоштовно, єдиною вартістю для фермера була адміністративна плата в розмірі 10 доларів США. Будь-який фермер чоловічої статі, якому було не менше 21 року і погоджувався обробляти не менше 40 акрів (16 га) землі й збудувати на ній постійне житло (протягом трьох років), кваліфікується. Ця умова «перевірки садиби» була впроваджена для того, щоб перешкодити спекулянтам отримати контроль над землею.
У 1905 році Саскачеван відділився від Північно-Західних територій і став окремою провінцією Канади.

## Демографія
За переписом 2011 року, населення Саскачевану становлять німці (28,6 %), англійці (24,9 %), шотландці (18,9 %), ірландці (15,5 %), українці (13,5 %), французи (12,2 %), корінні народи (12,1 %), норвежці (6,9 %), поляки (5,8 %), 18,8 % тих, хто ототожнюють себе як канадці.
| Рік  | Населення | п'ять-рік % зміна | десять-рік % зміна | між провінцями |
| ---- | --------- | ----------------- | ------------------ | -------------- |
| 1901 | 91 279    | n/a               | n/a                | 8              |
| 1911 | 492 432   | n/a               | 439,5              | 3              |
| 1921 | 757 510   | n/a               | 53,8               | 3              |
| 1931 | 921 785   | n/a               | 21,7               | 3              |
| 1941 | 895 992   | n/a               | -2,8               | 3              |
| 1951 | 831 728   | n/a               | -7,2               | 5              |
| 1956 | 880 665   | 5,9               | n/a                | 5              |
| 1961 | 925 181   | 5,1               | 11,2               | 5              |
| 1966 | 955 344   | 3,3               | 8,5                | 6              |
| 1971 | 926 242   | -3,0              | 0,1                | 6              |
| 1976 | 921 325   | -0,5              | 3,6                | 6              |
| 1981 | 968 313   | 5,1               | 4,5                | 6              |
| 1986 | 1 009 613 | 4,3               | 9,6                | 6              |
| 1991 | 988 928   | -2,0              | 21                 | 6              |
| 1996 | 976 615   | -1,2              | -3,3               | 6              |
| 2001 | 978 933   | 0,2               | -1,0               | 6              |
| 2006 | 985 386   | 0,7               | 0,9                | 6              |
| 2011 | 1 053 960 | 7,0               | 7,6                | 6              |

## Українці Саскачевану
Українці оселювалися в Саскачевані з 1896 року. Зміни їхньої чисельності (у тис.) і % порівняно до всього населення (у дужках): 1911 рік — 22,3 (4,5 %), 1921 рік — 28,1 (3,7 %), 1931 рік — 63,4 1(6,9 %), 1941 рік — 79,8 (8,9 %), 1951 рік — 78,4 (9,4 %), 1961 рік — 78,9 (8,5 %). Щораз більше українців живе у містах провінції (у %): 1921 рік — 10,0 %, 1931 рік — 16,4 %, 1951 рік — 20,5 %, 1961 рік — 39,2 %, 1971 рік — 62,4 %. Понад половина українського населення живе у південно-східній частині Саскачевану, в якій розміщені міста: Йорктон, Канора, Кемсак, Мелвілл; у десятьох сільських громадах українці утворюють абсолютну більшість, в інших — найчисленнішу етнічну групу. Українська мова, українські назви місцевостей, український побут, церкви в українському стилі, значна кількість українців у муніципальних сільських і міських установах підкреслюють український характер цієї частини Саскачевану.
Найбільші скупчення українців: Саскатун (14 400 українців або 11,4 % всіх мешканців), Ріджайна (8600 або 6,2 %) і Йорктон (4000 або 29,2 %) — вони є й осередками українського релігійного і культурного життя; менші — розмістилися в околицях Саскатуну: Принс-Альберт, Норт-Бетлфорд та ін.
Українське міське населення — це переважно робітники, власники дрібних підприємств, службовці, професіонали, колишні фермери, які після ліквідації власного сільського господарства переселилися до міст.
Завдяки масовому переселенню українці Саскачевану з-поміж усіх провінцій Канади зберегли найбільший відсоток вживання рідної мови (57,4 %, в усій Канаді — 48,9 %). З релігійного погляду 35,8 % належить до української греко-католицької (1931 — 52,3 %), 24,0 % (31,9) до української греко-православної, 13,9 % (1,9) до Об'єднаної, 12,5 % (9,4) до римо-католицької, а 13,8 % (4,5) до інших євангельських церков. Місто Саскатун є осередком єпархій двох перших церков.
Українці беруть участь у громадському і політичному житті Саскачевану: вони добре репрезентовані в громадській самоуправі, шкільництві, господарських установах, у провінційному парламенті та уряді. З 1970 до 1975 року губернатором Саскачевану був українець Степан Воробець, з 1988 до 1994 року — Сільвія Федорук. Рой Джон Романов був прем'єр-міністром Саскачевану з 1 листопада 1991 до 8 лютого 2001 року. Він був виконувачем обов'язків прем'єра та міністра міжурядових справ у 1971—1982 роках, очолював Нову демократичну партію провінції.
Іван Гнатишин був першим у Саскачевані сенатором українського походження (1959—1967 роки), Мирон Ковальський був спікером законодавчої асамблеї у 2001 році.
З 1950-х, як правило, один з міністрів провінційного уряду є українцем (першим був Олекса Ґордон Кузяк; опісля Іван Ковальчук). Юрій-Ернест Драґан був першим українцем обраним у Законодавчу асамблею Саскачевану в 1934 році. У Законодавчу асамблею Саскачевану обиралися також інші українці — Марія Беттен (Федчук), В. І. Березовський, Мартин Семчук, Д. Михайлюк у 1960 році.

## Галерея

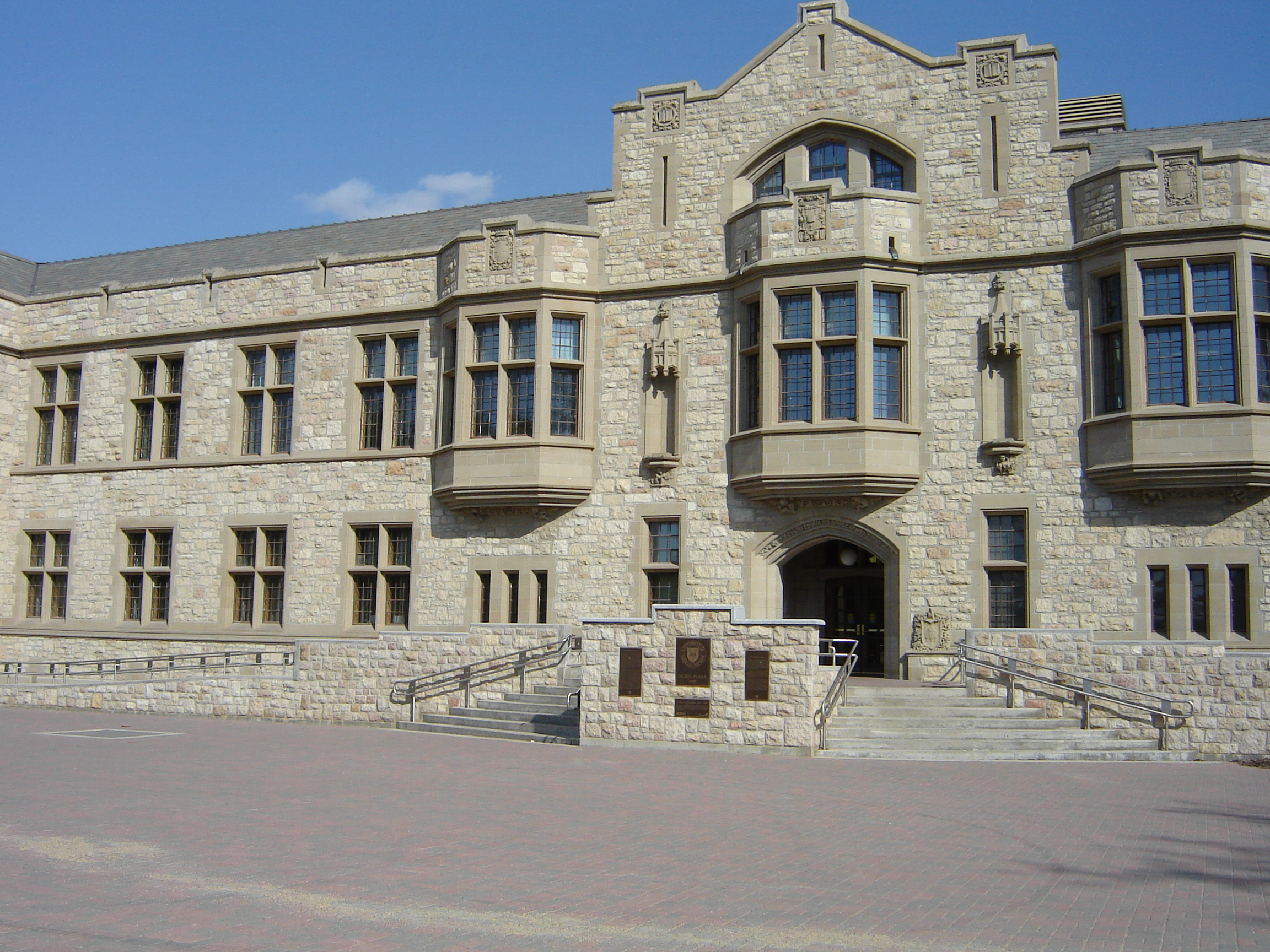
Саскачеванський університет — Будинок Адміністрації
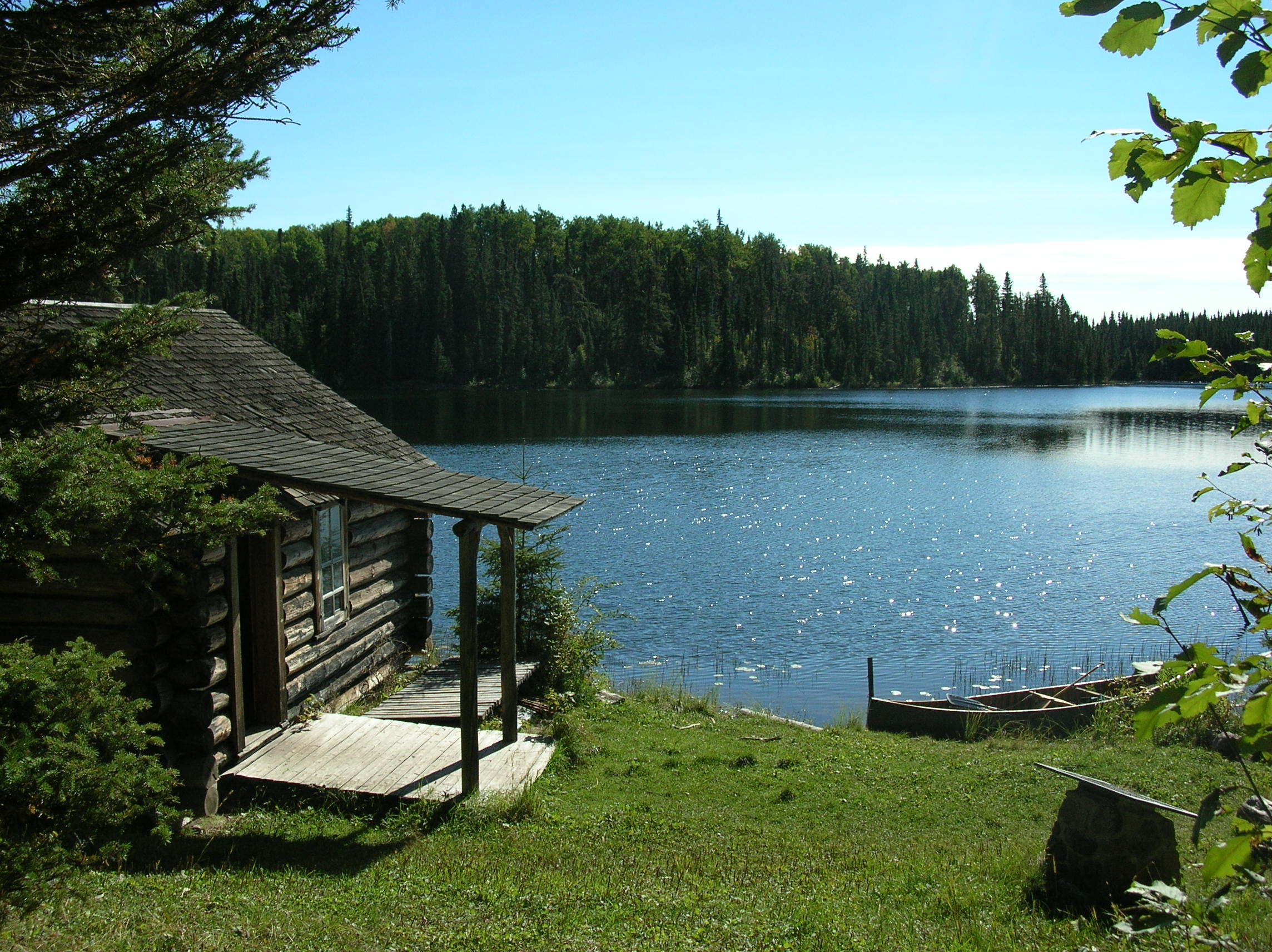
Національний парк Принс-Альберт
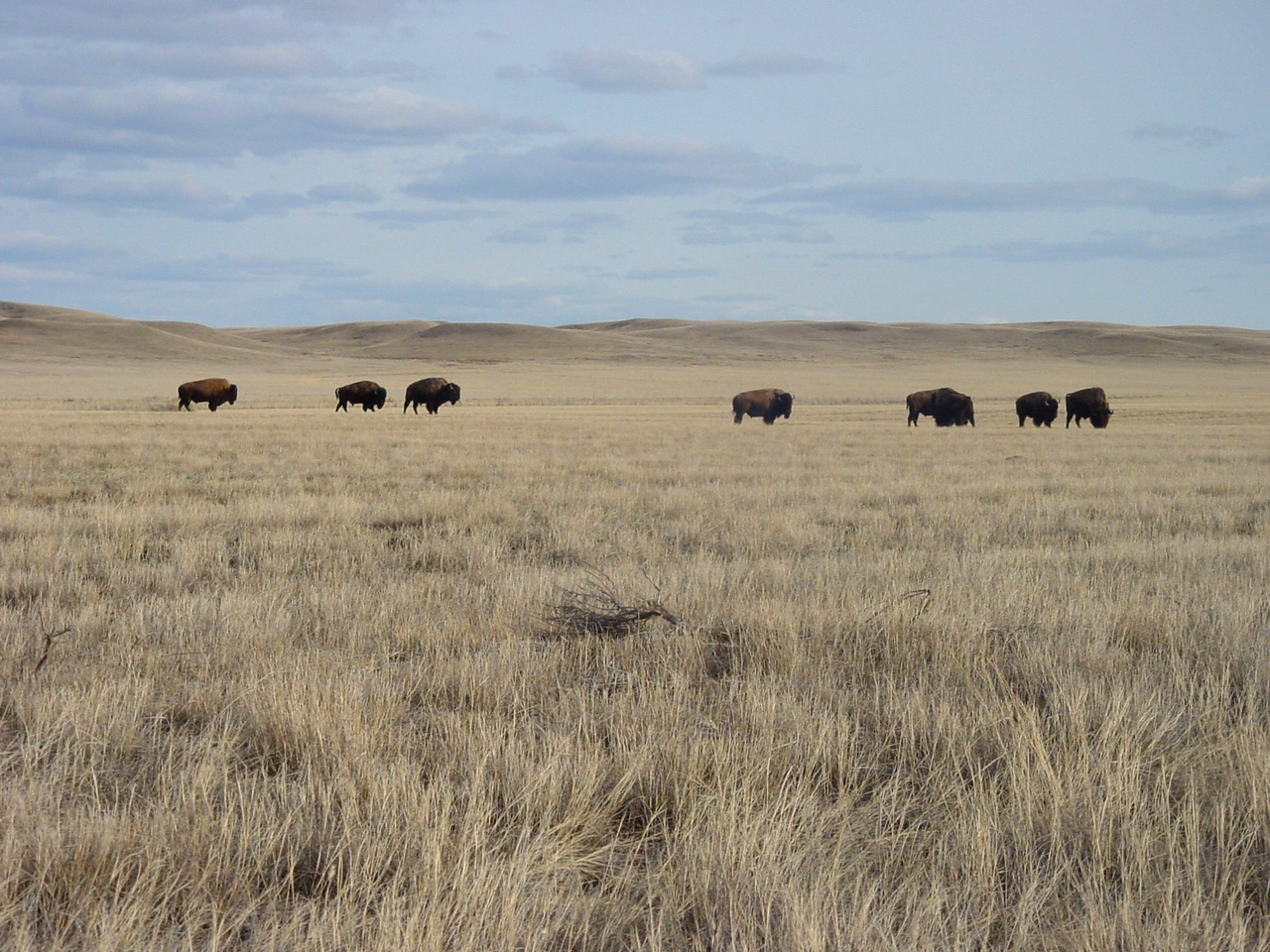
Національний парк Ґрас-ландс
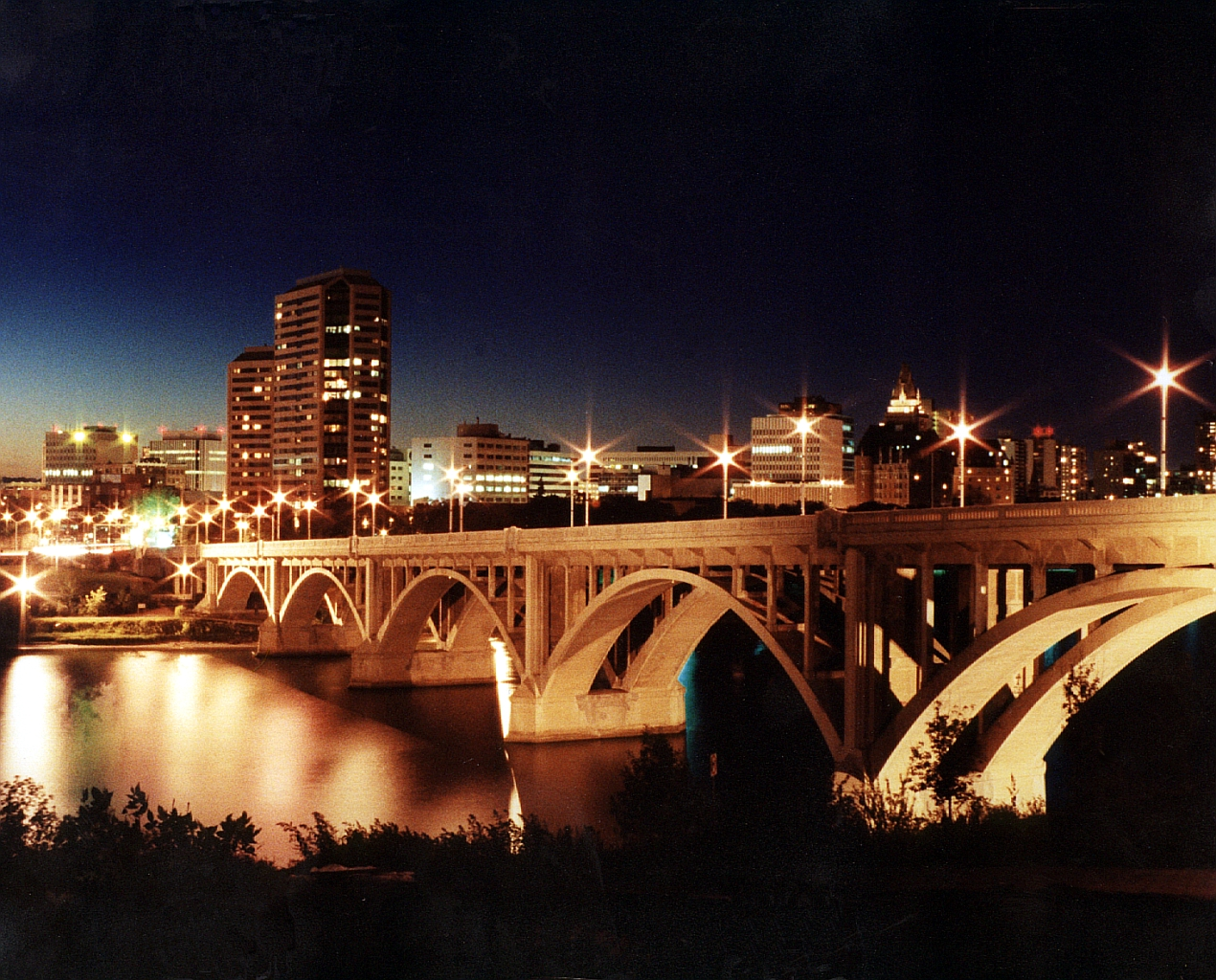
Міст у центрі Саскатуну вночі
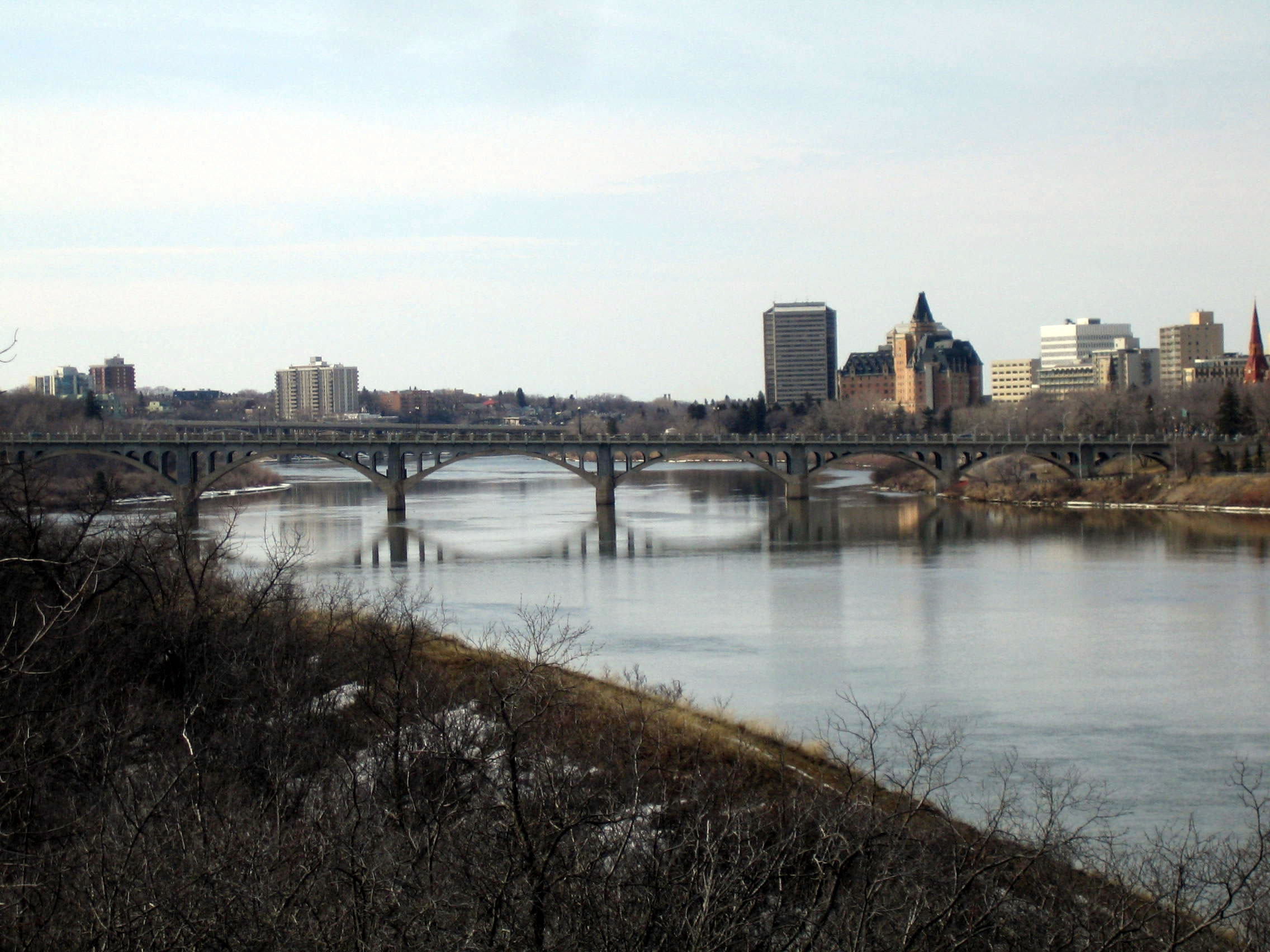
Річка Південний Саскачеван протікає через місто Саскатун
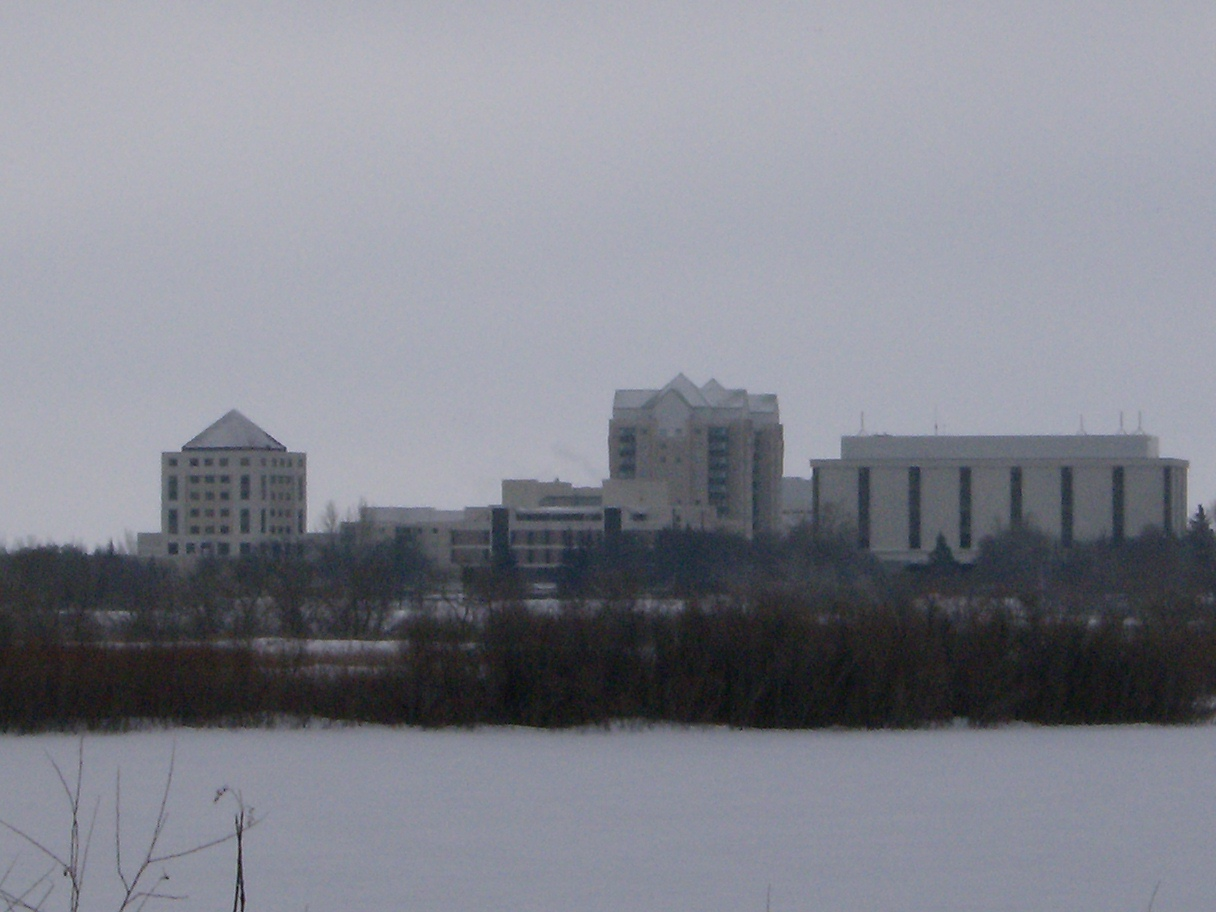
Реджайнський університет
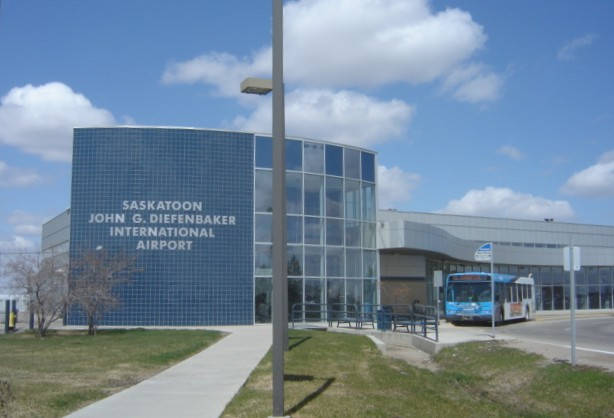
Міжнародний аеропорт у Саскатуні